# پالما کامپانیا
پالما کامپانیا (به ایتالیایی: Palma Campania) یک کومونه در ایتالیا است که در استان ناپل واقع شده‌است.

## خصوصیات
پالما کامپانیا ۲۰٫۸ کیلومترمربع مساحت و ۱۵٬۱۸۷ نفر جمعیت دارد و ۸۵ متر بالاتر از سطح دریا واقع شده‌است.

## خواهرخوانده
شهر ویارجو خواهرخواندهٔ پالما کامپانیا هست.